# 요아힘 슈탄트페슈트
요아힘 슈탄트페슈트(독일어: Joachim Standfest, 1980년 5월 30일, 슈타이어마르크 주 레오벤 ~)는 오스트리아의 감독이자 전 프로 축구 선수로, 현재 오스트리아 분데스리가의 라인도르프 알타흐의 감독이다. 그는 현역 시절 미드필더나 우측 수비수로 활약했다.

## 클럽 경력
슈타이어마르크 주 레오벤 출신인 슈탄트페슈트는 1998-99 시즌에 그라처 소속으로 프로 무대 신고식을 치렀다. 그는 그라처 소속으로 9년을 보내며 리그를 1번, 컵대회를 3번 우승했다. 그는 그라처를 떠나 2007년 1월에 아우스트리아 빈으로 이적했는데, 6개월 후 그라처는 재정난으로 인해 중부 지역리그(Regionalliga Mitte)로 강등되었다.
2001년, 슈탄트페슈트는 종양으로 대장 수술을 받았었다.
2010년, 그는 리그 준우승을 거둔 아우스트리아 빈에서 컵대회 우승을 거둔 슈투름 그라츠로 이적했는데, 사유를 가족 문제로 보았다. 2012년, 그는 슈투름 그라처를 떠나 카펜베르커로 이적했다.
2015년 5월, 슈탄트페슈트는 현역 은퇴를 선언했다.

## 국가대표팀 경력
슈탄트페슈트는 2003년 10월에 체코와의 경기에서 오스트리아 국가대표팀 첫 경기를 치렀고, 유로 2008에 참가했다. 그는 34번의 경기에 출전해 2골을 기록했다.

## 감독 경력
2020년 8월 7일, 슈탄트페슈트는 오스트리아 2. 리가의 암슈테텐 감독으로 취임했다.
2022년 2월 1일, 그는 아우스트리아 빈의 U-18 선수단 감독으로 계약했다.
슈탄트페슈트는 2023년 3월 21일에 오스트리아 분데스리가의 라인도르프 알타흐에 수석 코치로 합류했다. 2023년 7월 1일, 슈탄트페슈트는 클라우스 슈미트 감독이 떠나면서 구단의 신임 감독으로 선임되었다.

## 경력 통계
| 국가대표팀 | 연도 | 출장 | 골 |
| ---------- | ---- | ---- | -- |
| 오스트리아 | 2003 | 1    | 0  |
| 오스트리아 | 2004 | 5    | 0  |
| 오스트리아 | 2005 | 3    | 1  |
| 오스트리아 | 2006 | 7    | 0  |
| 오스트리아 | 2007 | 11   | 1  |
| 오스트리아 | 2008 | 7    | 0  |
| 합계       | 합계 | 34   | 2  |

## 수상
- 오스트리아 분데스리가: 2004
- ÖFB 컵: 2000, 2002, 2004, 2007, 2009